# Trichosalpinx multicuspidata
Trichosalpinx multicuspidata là một loài thực vật có hoa trong họ Lan. Loài này được (Rchb.f.) Luer miêu tả khoa học đầu tiên năm 1983.